# Bir Bou Haouch
Bir Bou Haouch è un comune dell'Algeria, situato nella provincia di Souk Ahras.